# Grey (cràter)
Grey és un cràter d'impacte en el planeta Venus de 50 km de diàmetre. Porta el nom de Jane Grey (1537-1554), reina anglesa, i el seu nom va ser aprovat per la Unió Astronòmica Internacional el 1994.